# Грейп (супутник)
Грейп (Сатурн LI; лат. Greip, давньоскан. Greip) — тридцять восьмий за віддаленістю від планети супутник Сатурна. Відкритий 5 січня 2006 року. Назву супутник отримав 20 вересня 2007 року.
У скандинавській міфології Грейп — крижана велетка.